# Fortune-Felberich
Der Fortune-Felberich (Lysimachia fortunei) ist eine Pflanzenart aus der Gattung Gilbweiderich (Lysimachia).

## Merkmale
Der Fortune-Felberich ist eine ausdauernde, krautige Pflanze, die Wuchshöhen von 30 bis 80 cm erreicht. Die Laubblätter sind wechselständig, lanzettlich, auf der Unterseite drüsig gepunktet und messen 4 bis 8 × 1 bis 2 Zentimeter. Der Blütenstand ist eine aufrechte, 5 bis 10 Zentimeter lange endständige Traube. Die Blüten sind fünfzählig. Die Krone ist weiß.
Die Blütezeit reicht von Juli bis August.
Die Chromosomenzahl beträgt 2n = 24.

## Vorkommen
Der Fortune-Felberich kommt in Japan, Korea, Taiwan und China an Teich- und Flussufern vor.

## Nutzung
Der Fortune-Felberich wird selten als Zierpflanze für Staudenbeete genutzt. Die Art ist seit spätestens 1730 in Kultur.